# Ad-Dākhilīyah
Ad-Dākhilīyah (المنطقة الداخلية en arabe) est un gouvernorat (mouhafadhat), anciennement une région, du Sultanat d'Oman. Il a une superficie de 31 900 km2 et d'une population de 267 140 habitants en 2003.

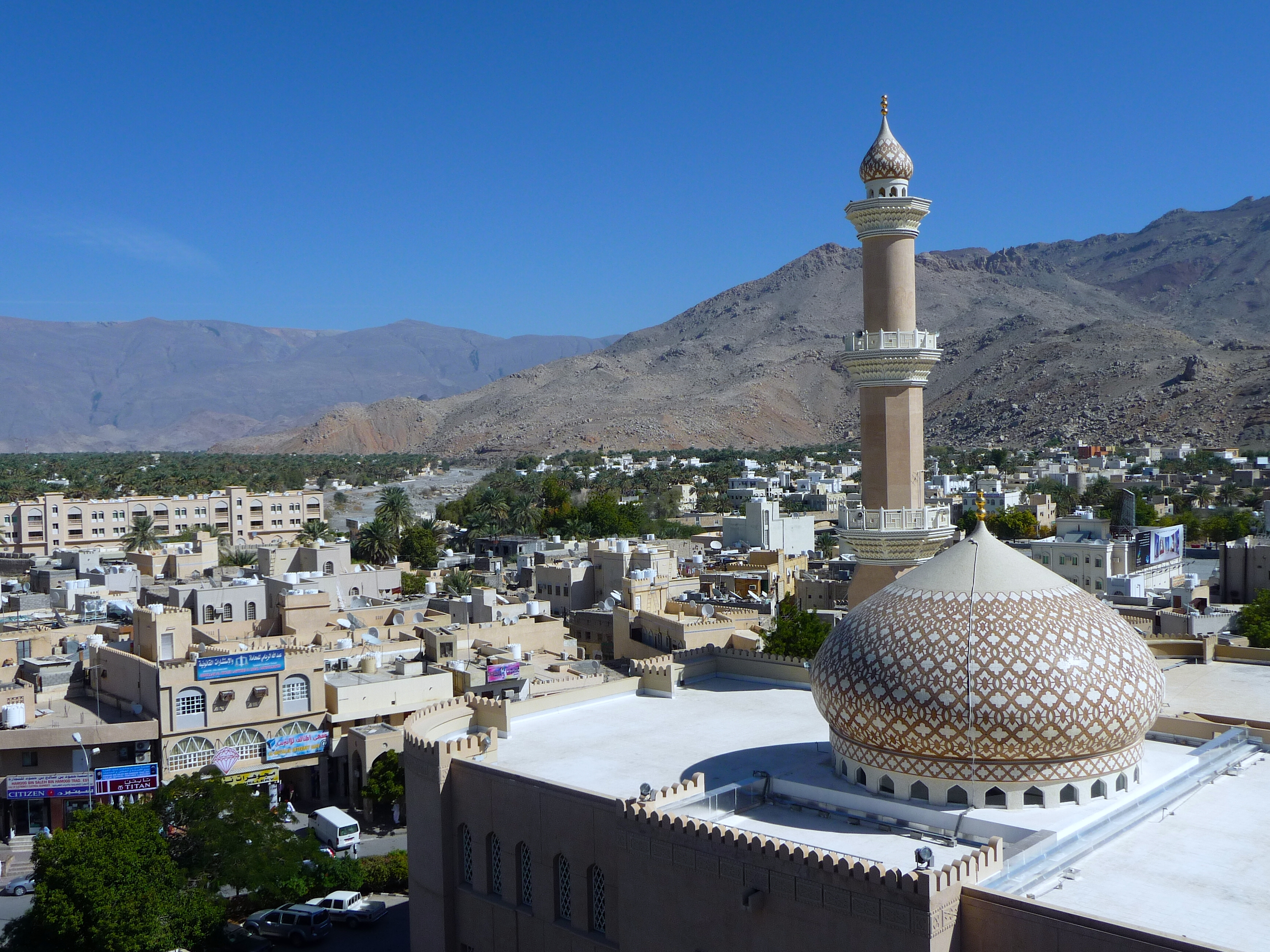
Vue de Nizwa et de sa Grande Mosquée depuis le fort (Région d'Al-Dakhiliyah, Oman)

C'est également une des principales destinations touristiques d'Oman.

## Liste des wilayats
- Nizwa
- Sama'il, ou Sumayil,
- Bahla, Fort de Bahla,
- Adam, ou Adm,
- Al Hamra
- Manah
- Izki
- Bidbid, ou Bid Bid.

## Principaux centres d'intérêt touristique
- Nizwa, Al Hoota Cave, Misfah,
- Birkat al-Mawz,
- Tanuf avec un système particulier de falajs, Bilad Sayt, Az Zammat,
- Djebel Akhdar, Djebel Shams,
- Wadi Ghul, le Grand Canyon d'Oman,
- Wadi Bani Awf, Snake Canyon,
- Al Hamra,
- Bahma,
- Fanja,
- Jabrin...
- et Rustaq, dans la région voisine de Al Batinah.